# Karlovaška brigada (NOVJ)
Karlovaška brigada (srbohrvaško: Karlovačka brigada) je bila brigada v sestavi Narodnoosvobodilne vojske in partizanskih odredov Jugoslavije in ki je delovala med drugo svetovno vojno na področju Kraljevine Jugoslavije.

## Organizacija
- štab
- 4x bataljon